# أريك جاكوبسون
أريك جاكوبسون (بالإنجليزية: Eric Jacobson)‏‏ (25 يوليو 1970 في نيويورك - ) ممثل، وممثل صوت، ومحرك دمى أمريكي. منذُ الحلقة الأولى لعرض شارع السمسم، قام المؤدي كارول سبيني بدور أوسكار القمام، ومنذ عام 2015 أصبح أريك جاكوبسون هو من يقوم بالدور.

## روابط خارجية
- أريك جاكوبسون على موقع IMDb (الإنجليزية)
- أريك جاكوبسون على موقع ألو سيني (الفرنسية)
- أريك جاكوبسون على موقع ميوزك برينز (الإنجليزية)
- أريك جاكوبسون على موقع أول موفي (الإنجليزية)
- أريك جاكوبسون على موقع قاعدة بيانات الأفلام السويدية (السويدية)
- أريك جاكوبسون على موقع قاعدة بيانات الفيلم (الإنجليزية)
- أريك جاكوبسون على موقع كينوبويسك (الروسية)